# باشگاه فوتبال استقلال تهران در فصل ۱۳۶۷
باشگاه فوتبال استقلال تهران در فصل ۱۳۶۷ ۴۳امین فصل فعالیت تیم استقلال در فوتبال ایران بود. در این سال استقلال در در مسابقات جام باشگاه‌های تهران ۱۳۶۶ شرکت کرد و استقلال در این فصل هم در جام حذفی ایران ۶۷–۱۳۶۶ شرکت کرد و هم در جام حذفی تهران ۱۳۶۶ نیز حاضر بود. استقلال در جام باشگاههای تهران در رتبه سوم جدول قرار گرفت. استقلال در هر دو جام حذفی در نیمه‌نهایی مغلوب حریفان خود شد و از دور مسابقات کنار رفت.استقلال همچنین موفق شد در یک مسابقه در جام حذفی باشگاه فوتبال آرش میناب را ۱۰-۰ شکست دهد.

## مرور فصل
استقلال که در فصل پیش به مقام سوم رسیده بود این بار با در خدمت گرفتن چند بازیکن جدید و با تغییراتی که در کادر رهبری پا به میدان گذاشت. استقلال در اولین اقدام محمد رنجبر کاپیتان و مربی اسبق تیم ملی فوتبال ایران را از باختران به تهران آورد تا مربیگری این تیم را در دست بگیرد. منصور پورحیدری مربی فصل پیش و غلامحسین مظلومی بازیکن قدیمی این تیم
در کنار رنجبر استقلال را اداره خواهند کرد.بازیکنان جدید استقلال نیز عبدالعلی چنگیز که یکسال از بازی در این تیم به دور بود امیر هاشمی‌مقدم (نیروی زمینی)، جواد زرینچه و فردین پورجلی (ژاندارمری) و رضا جلولی (بوتان)
مسابقات جام باشگاههای تهران با شرکت ۱۶ تیم برگزار شد که تیم استقلال به مقام سوم این دوره از مسابقات رسید در مسابقات جام حذفی باشگاههای تهران تیم استقلال پس از حذف کردن تیم عقاب در مقابل ایزد مهراباد شکست خورد و حذف شد
استقلال در جام حذفی باشگاههای ایران پس از حذف تیم های پاس همدان، آرش میناب، ایران‌جوان بوشهر در مقابل تیم پیروزی در ضربات پنالتی مغلوب گردید و از ادامه مسابقات باز ماند.
استقلال که در اول فصل محمد رنجبر را برای هدایت و کمک به تیم اضافه کرده بود ولی رنجبر در اوایل مرداد ماه ۱۳۶۷ از کادر سرپرستی و مربیگری استقلال کنار کشید.

## بازیکنان
تیم استقلال در سال ۶۷ با این نفرات به میدان رفت: مجید رضایی، محمدرضا شکورزاده، جواد زرینچه، صادق ورمزیار، اصغر حاجیلو، فرشاد فلاحت‌زاده، حمید برزگر، محمود کلهر، بهتاش فریبا، مجید نامجومطلق، محسن گروسی، جعفر مختاری‌فر، امیر هاشمی‌مقدم، پرویز مظلومی، عبدالعلی چنگیز، حمید فرزام‌نیا، فریدون پورجلی، اصغر جلولی، حمید ملک‌احمدی، مصطفی اردستانی، علی شوری و امیر قلعه‌نویی که از اواسط فصل به استقلال پیوست. سرپرست تیم محمد رنجبر مربیگری تیم بر عهده غلامحسین مظلومی بود.

## قهرمانی باشگاههای تهران
منبع
| ۱۰ تیر ۱۳۶۷ ۳ | استقلال تهران | ۰–۱ | اکباتان تهران                                 | تهران                                             |
|               |               |     | هادی آهنگران ۷' · مرتضی امینی · حسین وکیلی '؟ | ورزشگاه: شیرودی تماشاگران: ۲۵۰۰۰ داور: محمد ریاحی |

| ۱۷ تیر ۱۳۶۷ ۴ | استقلال تهران | ۱–۱ | وحدت تهران                                                            | تهران                                              |
|               | گروسی ۵۳'     |     | احمد خادم الشریعه ۲۳' · مهرداد فیاض اربابی · عزیز غیاثی · قاسم کشاورز | ورزشگاه: شیرودی تماشاگران: ۳۰۰۰۰ داور: هادی دزفولی |

| ۲۴ تیر ۱۳۶۷ ۵ | استقلال تهران | ۱–۰ | تهران‌جوان | تهران                                             |
|               | گروسی ۲۵'     |     |           | ورزشگاه: شیرودی تماشاگران: ۲۰۰۰۰ داور: محسن زمانی |

| ۳۱ تیر ۱۳۶۷ ۶ | استقلال تهران | ۱–۱ | صنعت و معدن تهران | تهران                              |
|               | گروسی ۶۷'     |     | حسین جاور ۵۷'     | ورزشگاه: شیرودی داور: حمید خوشخوان |

| ۱۱ شهریور ۱۳۶۷ ۷ | استقلال تهران            | ۲–۰   | گسترش تهران | تهران                                              |
|                  | هاشمی‌مقدم ۳۰' · کلهر ۵۸' | گزارش |             | ورزشگاه: شیرودی تماشاگران: ۲۵۰۰۰ داور: منوچهر نظری |

| ۱۸ شهریور ۱۳۶۷ ۸ (دربی ۳۰) | استقلال تهران            | ۱–۱ | پیروزی تهران         | تهران                           |
|                            | نامجومطلق · مختاری‌فر ۶۰' |     | پیوس ۴۶' · نعیم‌آبادی | ورزشگاه: آزادی داور: محمد صالحی |

| ۲۵ شهریور ۱۳۶۷ ۹ | استقلال تهران | ۰–۰         | پاس تهران   | تهران                                             |
|                  |               | کیهان ورزشی | علی مناجاتی | ورزشگاه: شیرودی تماشاگران: ۳۰۰۰۰ داور: محمد ریاحی |

| ۱ مهر ۱۳۶۷ ۱۰ | استقلال تهران                                        | ۳–۱ | بنیاد شهید تهران | تهران                              |
|               | فلاحت‌زاده ۴۷' · مظلومی ۵۰' · مختاری‌فر ۹۰' · اردستانی |     | نظام گرامی ۳۷'   | ورزشگاه: شیرودی داور: حمید خوشخوان |

| ۸ مهر ۱۳۶۷ ۱۱ | استقلال تهران | ۱–۰ | هما تهران | تهران                            |
|               | جلولی ۸۵'     |     |           | ورزشگاه: شیرودی داور: بهرام رضوی |

| ۱۵ مهر ۱۳۶۷ ۱۲ | استقلال تهران | ۰–۳   | دارایی تهران                   | تهران                                            |
|                | زرینچه        | گزارش | مرفاوی ۱۶'، ۳۹' · غفوری‌اصل ۳۲' | ورزشگاه: آزادی تماشاگران: ۶۵۰۰۰ داور: محسن زمانی |

| ۲۲ مهر ۱۳۶۷ ۱۳ | استقلال تهران        | ۱–۱ | راه‌آهن تهران   | تهران                                              |
|                | هاشمی‌مقدم ۳۰' · کلهر |     | مسعود صوفی ۶۹' | ورزشگاه: شیرودی تماشاگران: ۲۲۰۰۰ داور: منوچهر نظری |

| ۲۹ مهر ۱۳۶۷ ۱۴ | استقلال تهران                 | ۱–۰   | شاهین تهران     | تهران                                               |
|                | مختاری‌فر ۳۸' (پنالتی) · برزگر | گزارش | سلطانی‌فر خاکپور | ورزشگاه: شیرودی تماشاگران: ۲۵۰۰۰ داور: حمید خوشخوان |

| ۶ آبان ۱۳۶۷ ۱۵ | استقلال تهران                 | ۱–۱   | بانک ملی تهران                                         | تهران                                             |
|                | جلولی ۶۸' · برزگر · فلاحت‌زاده | گزارش | علی عباسی ۵۳' · سعید تهمتن · عادل مرادی · حسن نبوی '۸۸ | ورزشگاه: آزادی تماشاگران: ۲۵۰۰۰ داور: هادی دزفولی |

### جایگاه در جدول
| رتبه | تیم           | بازی | برد | مساوی | باخت | گل‌زده | گل‌خورده | تفاضل گل | امتیاز |
| ---- | ------------- | ---- | --- | ----- | ---- | ----- | ------- | -------- | ------ |
| ۲    | دارایی تهران  | ۱۵   | ۹   | ۴     | ۲    | ۲۷    | ۱۴      | ۱۳       | ۳۱     |
| ۳    | استقلال تهران | ۱۵   | ۶   | ۷     | ۲    | ۱۶    | ۱۲      | ۴        | ۲۵     |
| ۴    | اکباتان تهران | ۱۵   | ۶   | ۶     | ۳    | ۱۷    | ۱۲      | ۵        | ۲۴     |

منبع

## جام حذفی ایران
منبع
| ۳۰ آبان ۱۳۶۷ ۱/۳۲ نهایی | پاس همدان | ۰–۲ | استقلال تهران            | همدان                                 |
|                         |           |     | مختاری‌فر ۶۴' · گروسی ۷۰' | ورزشگاه: قدس همدان داور: جمشید نیک‌مهر |

| ۳ آذر ۱۳۶۷ ۱/۳۲ نهایی | استقلال تهران                                 | ۵–۲ | پاس همدان                                   | تهران                                               |
|                       | مختاری‌فر ۹'، ۱۰'، ۴۵' · مظلومی ۲۴' · کلهر ۳۲' |     | حسین سلیمانی ۷۰' (پنالتی) · محمد اخلاصی ۸۷' | ورزشگاه: شیرودی تماشاگران: ۱۵۰۰۰ داور: یوسف قاسم‌پور |

| ۱۴ آذر ۱۳۶۷ ۱/۱۶ نهایی | آرش میناب | ۰–۳ | استقلال تهران                      | میناب                                             |
|                        |           |     | مظلومی ۱۷'، ۴۴' · کلهر ۸۵' · گروسی | ورزشگاه: شهید جهانگیر امینی داور: علی‌اکبر حبیب‌پور |

| ۸ دی ۱۳۶۷ ۱/۸ نهایی | استقلال تهران                    | ۲–۱ | ایران‌جوان بوشهر                              | تهران                                             |
|                     | مختاری‌فر ۳' (پنالتی) · گروسی ۱۵' |     | یوسف غریب‌زاده ۸۵' · محسن هاشمی · فرامرز قومی | ورزشگاه: شیرودی تماشاگران: ۱۲۰۰۰ داور: حسین عسگری |

| ۱۶ دی ۱۳۶۷ ۱/۸ نهایی | ایران‌جوان بوشهر                         | ۰ (۳)–۳ (۰) | استقلال تهران                     | بوشهر                                                   |
| | فرامرز قوسی ۷' · علیرضا درویشی ۲۹'، ۵۷' |             | ورمزیار · مختاری‌فر · شکورزاده '۶۷ | ورزشگاه: شهید بهشتی تماشاگران: ۱۵۰۰۰ داور: عبود سنگاشکن |
| یادداشت: استقلال این بازی را سه بر صفر به ایران‌جوان بوشهر باخت ولی تیم بوشهری به خاطر استفاده غیر مجاز از یک بازیکن با رای کمیته انضباطی سه بر صفر بازنده شد |                                         |             |                                   |                                                         |

| ۱۹ اسفند ۱۳۶۷ ۱/۴ نهایی (دربی ۳۱)        | استقلال تهران | ۰–۰ (۲–۴ پنالتی)                    | پیروزی تهران     | تهران                                             |
|                                          | اردستانی      |                                     | مرادی سیدعلیخانی | ورزشگاه: آزادی تماشاگران: ۴۰۰۰۰ داور: هادی دزفولی |
|                                          | ضربات پنالتی  |                                     |                  |                                                   |
| مختاری‌فر · حسن‌زاده · قلعه‌نویی · شکورزاده |               | محرمی · یوسفی · عاشوری · کرمانی‌مقدم |                  |                                                   |

## جام حذفی تهران
منبع
| ۲۰ آبان ۱۳۶۷ (احتمالی) ۱/۱۶ نهایی                                              | استقلال تهران | ۳–۰ | بوتان تهران | تهران           |
|                                                                                |               |     |             | ورزشگاه: شیرودی |
| یادداشت: به علت حاضر نشدن تیم بوتان این بازی سه بر صفر به سود استقلال اعلام شد |               |     |             |                 |

| ۲۷ آبان ۱۳۶۷ ۱/۸ نهایی | استقلال تهران                               | ۴–۰ | آتش‌نشانی تهران | تهران                                             |
|                        | برزگری ۱۶' · هاشمی‌مقدم ۳۸' · گروسی ۶۵'، ۸۵' |     |                | ورزشگاه: شیرودی تماشاگران: ۲۰۰۰۰ داور: محمد ریاحی |

| ۲۰ آذر ۱۳۶۷ ۱/۴ نهایی | استقلال تهران                                        | ۳–۲ | عقاب تهران                      | تهران                                             |
|                       | گروسی ۹'، ۱۳' · جلولی ۶۵' · اردستانی · مظلومی · کلهر |     | مهدی حامی‌فر ۱۴' · محمد محبی ۸۶' | ورزشگاه: شیرودی تماشاگران: ۱۰۰۰۰ داور: حسین عسگری |

| ۲۵ آذر ۱۳۶۷ نیمه‌نهایی | استقلال تهران | ۰–۲ | ایزد مهرآباد تهران                            | تهران                                              |
|                       | ورمزیار       |     | صالح ۲۶'، ۶۸' · محمود رضایی · سهراب امینی‌خواه | ورزشگاه: شیرودی تماشاگران: ۲۰۰۰۰ داور: منوچهر نظری |

## بازی دوستانه
| ۱۷ دی ۱۳۶۷ دوستانه ۱ | ایران‌جوان خورموج       | ۲–۳ | استقلال تهران | خورموج               |
|                      | محسن عطایی · حمید شیخی |     | مختاری‌فر      | ورزشگاه: تختی خورموج |

| ۱۸ دی ۱۳۶۷ دوستانه ۲ | شهباز خورموج                           | ۲–۵ | استقلال تهران                    | خورموج               |
|                      | محمدرضا هاشمی‌نژاد · محمدصادق هاشمی‌نژاد |     | مظلومی · هاشمی‌مقدم · جواد زرینچه | ورزشگاه: تختی خورموج |

## آمار فصل

### عملکرد کلی تیم در فصل
| عنوان بازیها    | بازی | برد | مساوی | باخت | گل‌زده | گل‌خورده | تفاضل | درصد برد |
| --------------- | ---- | --- | ----- | ---- | ----- | ------- | ----- | -------- |
| باشگاههای تهران | ۱۵   | ۶   | ۷     | ۲    | ۱۶    | ۱۲      | ۴     | ۴۰٪      |
| جام حذفی ایران  | ۷    | ۶   | ۱     | ۰    | ۲۱    | ۳       | ۱۸    | ۸۶٪      |
| جام حذفی تهران  | ۴    | ۳   | ۰     | ۱    | ۱۰    | ۴       | ۶     | ۷۵٪      |
| جمع             | ۲۶   | ۱۶  | ۸     | ۳    | ۴۷    | ۱۹      | ۲۸    | ۶۲٪      |

### تعداد بازی
| #  | بازیکن           | تعداد بازی | تعداد بازی     | تعداد بازی     | تعداد بازی |
| #  | بازیکن           | لیگ تهران  | جام حذفی ایران | جام حذفی تهران | جمع        |
| -- | ---------------- | ---------- | -------------- | -------------- | ---------- |
| ۱  | صادق ورمزیار     | ۱۵         | ۷              | ۳              | ۲۵         |
| ۲  | محسن گروسی       | ۱۵         | ۶              | ۲              | ۲۳         |
| ۳  | جعفر مختاری‌فر    | ۱۳         | ۷              | ۳              | ۲۳         |
| ۴  | امیر هاشمی‌مقدم   | ۱۴         | ۴              | ۳              | ۲۱         |
| ۵  | فرشاد فلاحت‌زاده  | ۱۲         | ۷              | ۲              | ۲۱         |
| ۶  | محمود کلهر       | ۱۲         | ۶              | ۳              | ۲۱         |
| ۷  | مصطفی اردستانی   | ۹          | ۷              | ۳              | ۱۹         |
| ۸  | حمیدرضا برزگر    | ۱۳         | ۳              | ۲              | ۱۸         |
| ۹  | رضا جلولی        | ۱۲         | ۴              | ۲              | ۱۸         |
| ۱۰ | پرویز مظلومی     | ۹          | ۵              | ۳              | ۱۷         |
| ۱۱ | جواد زرینچه      | ۱۳         | ۳              | ۰              | ۱۶         |
| ۱۲ | مجید رضایی       | ۱۱         | ۳              | ۲              | ۱۶         |
| ۱۳ | محمدرضا شکورزاده | ۵          | ۷              | ۲              | ۱۴         |
| ۱۴ | مجید نامجومطلق   | ۱۰         | ۳              | ۰              | ۱۳         |
| ۱۵ | اصغر حاجیلو      | ۸          | ۰              | ۰              | ۸          |
| ۱۶ | حسین ترابپور     | ۲          | ۴              | ۱              | ۷          |
| ۱۷ | حمید فرزام‌نیا    | ۶          | ۰              | ۰              | ۶          |
| ۱۸ | حبیب زیوری       | ۲          | ۲              | ۲              | ۶          |
| ۱۹ | علی شوری         | ۱          | ۳              | ۲              | ۶          |
| ۲۰ | بهتاش فریبا      | ۵          | ۰              | ۰              | ۵          |
| ۲۱ | عبدالعلی چنگیز   | ۴          | ۰              | ۰              | ۴          |
| ۲۲ | حسین سیروج       | ۱          | ۱              | ۱              | ۳          |
| ۲۳ | حمید ملک‌احمدی    | ۲          | ۰              | ۰              | ۲          |
| ۲۴ | کوروش تشت‌زر      | ۱          | ۱              | ۰              | ۲          |
| ۲۵ | بهمن ترکاشوند    | ۰          | ۲              | ۰              | ۲          |
| ۲۶ | رضا حسن‌زاده      | ۰          | ۱              | ۰              | ۱          |
| ۲۷ | امیر قلعه‌نویی    | ۰          | ۱              | ۰              | ۱          |
| ۲۸ | سعید عزیزیان     | ۰          | ۱              | ۰              | ۱          |

### کاپیتان‌های فصل
| رده | نام            | باشگاههای تهران | جام حذفی | جام حذفی تهران | جمع |
| --- | -------------- | --------------- | -------- | -------------- | --- |
| ۱   | جعفر مختاری‌فر  | ۴               | ۲        | ۰              | ۶   |
| ۲   | پرویز مظلومی   | ۷               | ۵        | ۳              | ۱۵  |
| ۳   | اصغر حاجیلو    | ۳               | ۰        | ۰              | ۳   |
| ۴   | عبدالعلی چنگیز | ۱               | ۰        | ۰              | ۱   |

- فقط کاپینانهایی که بازی را شروع کرده‌اند در این جدول قرار گرفته‌اند و کاپیتانهای تعویضی محاسبه نشده‌اند.

## سایر ورزشها
- در سال ۱۳۶۷ تیم والیبال استقلال با شکست دادن تیم پیروزی به مقام قهرمانی باشگاه‌های تهران رسید و سپس قهرمان جام حذفی باشگاه‌های ایران نیز شد. اعضاء تیم والیبال استقلال در این دوره از مسابقات به این شرح بود: اصفر نائینی، عیسی ارگی، پرویز بهرامی‌راد، حسین حاج مهدی‌قلی، اسفندیار جمالی، غیاث‌الدین صحنه، اکبر مراغه، داود سیفی، اکبر نائینی، مسعود شفه، محمود عظیمی، داریوش مجتبی (کمک مربی)، مربی تیم: فرید صائبی و سرپرست تیم: همت‌اله بهمن.[۲]